# Big Bang (album 2006)
"Bigbang", "We Belong Together" hay "First Single" là album đĩa đơn đầu tay của ban nhạc nam Hàn Quốc Big Bang, được phát hành thông qua hãng đĩa YG Entertainment dưới dạng CD kèm DVD phim tài liệu quá trình thành lập nhóm. Album đĩa đơn trụ lại trên các bảng xếp hạng đĩa đơn của Hàn Quốc trong vòng 8 tháng. Trưởng nhóm và một trong hai rapper chính của Big Bang, G-Dragon soạn nhạc cho track chủ đạo "We Belong Together", bản chuyển thể tiếng Hàn mang phong cách hip hop cho ca khúc gốc của nữ diva Mariah Carey; anh và rapper còn lại T.O.P viết lời. Bài hát "This Love" cũng được làm dựa theo ca khúc của Maroon 5.

## Danh sách track
| STT              | Nhan đề                                                  | Phổ lời                | Phổ nhạc                 | Hòa âm           | Thời lượng |
| ---------------- | -------------------------------------------------------- | ---------------------- | ------------------------ | ---------------- | ---------- |
| 1.               | "Intro (Put Your Hands Up)"                              | G-Dragon               | G-Dragon, Brave Brothers | Brave Brothers   | 1:22       |
| 2.               | "We Belong Together (hợp tác với Park Bom của 2NE1)"     | G-Dragon, T.O.P        | G-Dragon                 | G-Dragon, Teddy  | 3:58       |
| 3.               | "A Fool's Only Tears" (눈물뿐인 바보; Nunmulppunin Babo) | An Young Min, G-Dragon | Jeon Seung Woo           | Jeon Seung Woo   | 4:03       |
| 4.               | "This Love" (G-Dragon solo)                              | G-Dragon               | G-Dragon, Maroon 5       | G-Dragon         | 3:30       |
| Tổng thời lượng: | Tổng thời lượng:                                         | Tổng thời lượng:       | Tổng thời lượng:         | Tổng thời lượng: | 12:52      |

## Xếp hạng
| Bảng xếp hạng                     | Vị trí cao nhất | Doanh số |
| --------------------------------- | --------------- | -------- |
| Bảng xếp hạng Hàn Quốc hàng tháng | 5               | 29.138   |
| Bảng xếp hạng Hàn Quốc cuối năm   | 35              | 36.420   |